# 사라토프주

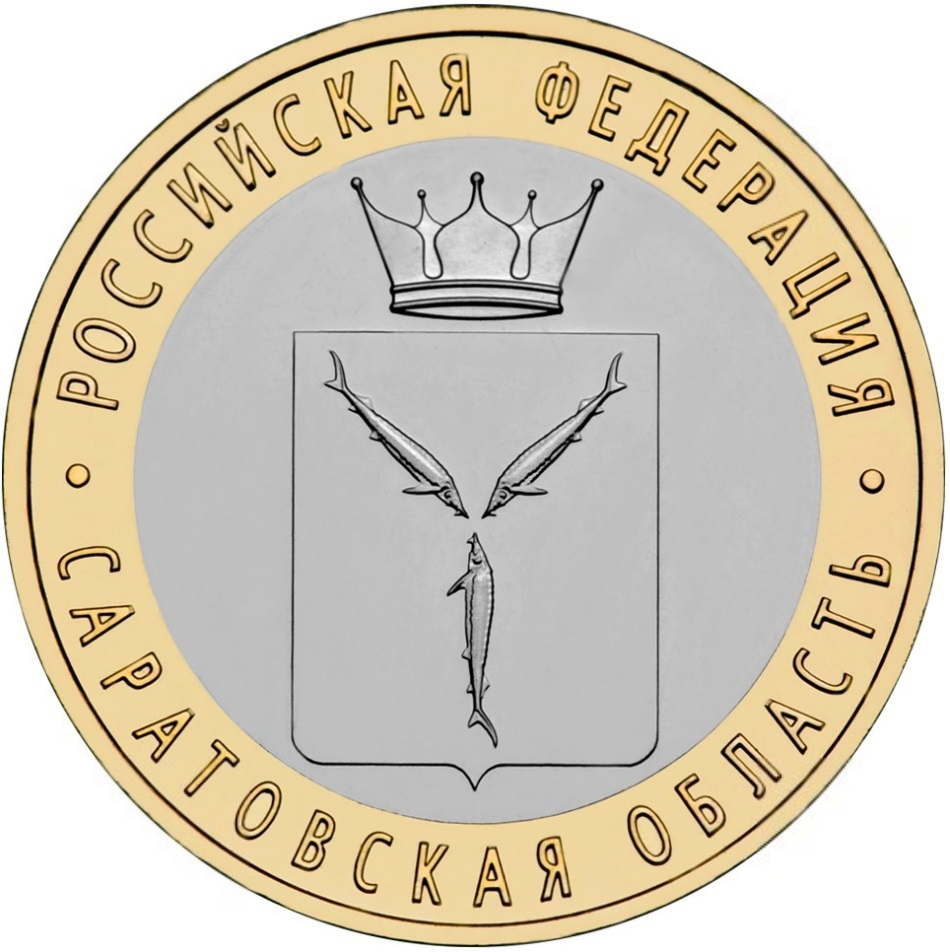
액면가 10루블인 러시아은행 기념주화 (2014년)

사라토프주는 러시아의 (주) 연방주체이며 볼가 연방관구에 위치한다. 행정중심은 도시인 사라토프이다. 2021년 인구 조사에 따르면 인구는 2,442,575명이었다.

## 역사
1797년에 사라토프현이 설치되었고, 1934년에 사라토프 변경주, 1936년 12월에 주로 승격되었다. 하지만 지금과 같은 사라토프주는 1941년에 형성되었다.

## 행정 구역
- 알렉산드로보가이스키군
- 아르카닥스키군
- 앗카르스키군
- 발라코프스키군
- 발라쇼프스키군
- 발타이스키군
- 바자르노카라불락스키군
- 데르가체프스키군
- 두호프니츠키군
- 엥겔스키군
- 표도로프스키군
- 이반테예프스키군
- 칼리닌스키군
- 흐발린스키군
- 크라스노아르메이스키군
- 크라스노쿠츠키군
- 크라스노파르티잔스키군
- 리소고르스키군
- 마르크소프스키군
- 노보부라스키군
- 노보우젠스키군
- 오진스키군
- 페렐류프스키군
- 페트로프스키군
- 피테르스키군
- 푸가초프스키군
- 로마노프스키군
- 로벤스키군
- 르티시체프스키군
- 사모일로프스키군
- 사라토프스키군
- 소베츠키군
- 타티시체프스키군
- 투르코프스키군
- 볼스키군
- 보스크레센스키군
- 예카테리노프스키군
- 예르쇼프스키군

## 주민
2005년의 인구는 262만5,700명이었다. 1인당 인구밀도는 26,2명/км²이고 인구의 73,6 %가 도시에, 26,4 %가 농촌에 밀집되어 있었다.
주민 합계 (2002년): 266만8,310명
사라토프 주에는 볼가독일인들이 일부 거주한다. 2004년 7월 현재 볼가독일인들이 1만8,000명이 거주한다 (2,000명이 사라토프에 거주한다). 러시아인 85,6 %, 우크라이나인 3,8 %, 카자흐족 2,8 %, 기타 7,8 %순으로 구성되어 있다.
| 민족           | 2002년도의 인구 수 (*보관됨 2012-01-26 - 웨이백 머신) |
| -------------- | ----------------------------------------------------- |
| 러시아인       | 2293,1 (85,9 %)                                       |
| 카자흐족       | 78,3 (2,9 %)                                          |
| 우크라이나인   | 67,3 (2,5 %)                                          |
| 타타르족       | 57,6 (2,2 %)                                          |
| 아르메니아인   | 25,0                                                  |
| 모르도바인     | 16,5                                                  |
| 아제르바이잔인 | 16,4                                                  |
| 추바시인       | 16,0                                                  |
| 벨라루스인     | 12,7                                                  |
| 독일인         | 12,1                                                  |
| 체첸인         | 8,5                                                   |
| 레즈긴인       | 5,3                                                   |
| 바시키르인     | 4,0                                                   |
| 마리인         | 4,0                                                   |
| 몰도바인       | 3,8                                                   |
| 유대인         | 3,4                                                   |
| 집시           | 2,7                                                   |
| 한국인         | 2,5                                                   |
| 조지아인       | 2,4                                                   |
| 쿠르드족       | 2,3                                                   |
| 우즈벡족       | 2,1                                                   |
| 우드무르트인   | 1,8                                                   |
| 타지크족       | 1,5                                                   |
| 아바르인       | 1,4                                                   |
| 타바사란인     | 1,3                                                   |
| 폴란드인       | 1,0                                                   |

| 연도                | 인구      | ±%     |
| ------------------- | --------- | ------ |
| 1897                | 2,405,829 | —      |
| 1926                | 3,021,937 | +25.6% |
| 1959                | 2,162,751 | −28.4% |
| 1970                | 2,454,083 | +13.5% |
| 1979                | 2,559,977 | +4.3%  |
| 1989                | 2,686,483 | +4.9%  |
| 2002                | 2,668,310 | −0.7%  |
| 2010                | 2,521,892 | −5.5%  |
| 2021                | 2,442,575 | −3.1%  |
| Source: Census data |           |        |

인구: 2,442,575 (2021년 인구 조사); 2,521,892 (2010년 인구 조사); 2,668,310 (2002년 인구 조사); 2,686,483 (1989년 인구 조사).

## 같이 보기
- 볼가 독일인 자치 소비에트 사회주의 공화국